# Cychrus tuberculatus
Cychrus tuberculatus är en skalbaggsart som beskrevs av Harris. Cychrus tuberculatus ingår i släktet Cychrus och familjen jordlöpare. Inga underarter finns listade i Catalogue of Life.